# West Japan Railway Company
A West Japan Railway Company, más néven JR West (JR西日本, Jeiāru Nishi-Nihon), a Japan Railways (JR-group) egyik vállalata, amely Honshu nyugati részén működik. Székhelye az oszakai Kita-ku-ban található. A tokiói tőzsdén jegyzik, a TOPIX Large70 index egyik alkotóeleme, és egyike a Nikkei 225 index három JR-grouphoz tartozó vállalatának: a többi a JR East és a JR Central. Emellett 2020 végéig a Nagoyai és a Fukuokai tőzsdén is jegyezték.